# Сабра, Абд ас-Салам
Абд ас-Салам Сабра (араб. عبد السلام صبره‎; 1 января 1912, Северный Йемен — 2 февраля 2012) — йеменский государственный деятель, и.о. премьер-министра Йеменской Арабской Республики (1969 и 1971).

## Биография
За участие в попытке государственного переворота после убийства короля Яхьи бен Мухаммед Хамид-ад-Дин в 1948 г. был арестован и находился в заключении. Несмотря на то, что в 1962 г. он был одним из организаторов антимонархической революции, его карьера развивалась постепенно. 
В 1965 г. он  был назначен на должность министра почт. Только после прихода к власти президента Абдель Рахмана Арьяни в 1967 г. он был назначен заместителем премьер-министра и министром внутренних дел. 
В 1969 и дважды в 1971 г. исполнял обязанности премьер-министра Йеменской Арабской Республики. 
В 1971 г. был отправлен в отставку с поста заместителя премьер-министра в связи с формированием кабинета Мохсена Ахмеда аль-Айни.

## Факты
- Абд ас-Салам Сабра являлся старейшим из всех известных руководителей Йемена.
- Входит в число двадцати ранее действующих руководителей глав государств и правительств мира, проживших более ста лет.